# 225277 Stino
225277 Stino è un asteroide della fascia principale. Scoperto nel 1960, presenta un'orbita caratterizzata da un semiasse maggiore pari a 2,8598818 UA e da un'eccentricità di 0,0687045, inclinata di 5,67592° rispetto all'eclittica.
Il nome è un'abbreviazione dell'espressione tedesca "stinknormal" con cui gli scopritori han voluto sottolineare la tipicità di questo asteroide della fascia principale e che gli è stata ispirata dalle lettere della designazione provvisoria che l'asteroide aveva ricevuto nel 1960.
L'identificazione di questo corpo celeste è avvenuta nell'ambito del progetto DANEOPS che a partire dal 1999 ha riesaminato lastre fotografiche dell'osservatorio di Monte Palomar. Poiché il regolamento dell'IAU in vigore all'epoca definiva la data della scoperta come quella della prima osservazione utile, si è generata la curiosa situazione che la data ufficiale di scoperta è antecedente alla data di nascita di uno degli scopritori.